# 语言年代学
语言年代学又称词源统计分析法是词汇统计学的一部分，主要研究语言在时间上的关系。
该学说最早由美国语言学家莫里斯·斯瓦迪士通过两个假设提出。一：全世界的任何语言，都存在一部分相对稳定的“基础词汇”（因此被称为：“斯瓦迪士核心词列表”）；其二：这些词汇的变化速率是固定的，每过一段时间，就有相同比例的词汇被替换，类似于放射性原子。